# NGC 4747
NGC 4747 is een balkspiraalstelsel in het sterrenbeeld Hoofdhaar. Het hemelobject werd op 6 april 1785 ontdekt door de Duits-Britse astronoom William Herschel.

## Synoniemen
- UGC 8005
- IRAS 12492+2602
- MCG 4-30-23
- Arp 159
- ZWG 129.28
- KUG 1249+260
- PGC 43586